# Rolkepolder
De Rolkepolder is een voormalig waterschap in de provincie Groningen.
De schappen Kropswolde en de Kropswolderbuitenpolder werden in 1969 herverdeeld in de Leine en de Rolkepolder. Het gemaal stond aan het Winschoterdiep. 
Waterstaatkundig gezien ligt het gebied sinds 2000 binnen dat van het waterschap Hunze en Aa's.